# Leptosporomyces juniperinus
Leptosporomyces juniperinus är en svampart som beskrevs av Gilb. & Lindsey 1978. Leptosporomyces juniperinus ingår i släktet Leptosporomyces och familjen Atheliaceae.   Inga underarter finns listade i Catalogue of Life.